# Im Se-mi
Im Se-mi (sinh ngày 29 tháng 5 năm 1987) là một nữ diễn viên người Hàn Quốc. Cô được biết đến với các vai diễn trong các bộ phim truyền hình như True Beauty, When The Weather is Fine, Duty After School, The Worst of Evil, That Winter, the Wind Blows và Two Weeks.

## Sự nghiệp
Vào tháng 1 năm 2019, Im đã ký hợp đồng với công ty mới YNK Entertainment.
Vào ngày 3 tháng 2 năm 2022, Im ký hợp đồng độc quyền với Noon Company sau khi hợp đồng của cô với YNK Entertainment hết hạn.

## Đóng phim

### Phim điện ảnh
| Năm  | Tiêu đề      | Vai diễn              |
| ---- | ------------ | --------------------- |
| 2007 | Highway Star | Con gái Chủ tịch Choi |
| 2019 | Money        | Ye-ji                 |
| 2022 | Awake        | Hyerin                |

### Phim truyền hình
| Năm     | Tiêu đề                             | Vai diễn          | Ghi chú                     |
| ------- | ----------------------------------- | ----------------- | --------------------------- |
| 2005    | Sharp 2                             | Im Se-mi          |                             |
| 2010    | Pure Pumpkin Flower                 | Oh Hyo-sun        |                             |
| 2011    | Heartstrings                        | Cha Bo-woon       |                             |
| 2011    | Bravo, My Love!                     | Kyung-mi          |                             |
| 2013    | That Winter, the Wind Blows         | Son Mi-ra         |                             |
| 2013    | Two Weeks                           | Oh Mi-sook        |                             |
| 2013    | KBS Drama Special                   | Yoon Ji-wan       | Tập: "Mùa hè của Yeon-Woo"  |
| 2013    | The King's Daughter, Soo Baek-hyang | Hoàng hậu Eun Hye |                             |
| 2014    | Only Love                           | Choi Yoo-ri       |                             |
| 2014    | Drama Festival                      | Mẹ của Geum-ji    | Tập: "Khối u trong đời tôi" |
| 2015    | Great Stories: Young-ja's Best Days | Kyung-ah          |                             |
| 2015    | Love on a Rooftop                   | Yoon Seung-hye    |                             |
| 2016    | Goodbye Mr. Black                   | Cha Ji-soo        |                             |
| 2016    | Shopping King Louis                 | Baek Ma-ri        |                             |
| 2017    | Ms. Perfect                         | Jung Na-mi        |                             |
| 2017    | Two Cops                            | Ko Bong-sook      |                             |
| 2018    | About Time                          | Bae Soo-bong      |                             |
| 2018    | Mr. Sunshine                        | Mẹ của Dong mae   | Khách mời, Tập 3            |
| 2018    | My Secret Terrius                   | Yoo Ji-yeon       |                             |
| 2020    | When the Weather Is Fine            | Kim Bo-young      |                             |
| 2020–21 | True Beauty                         | Im Hee-kyeong     |                             |
| 2022    | The Empire                          | Yoon Eun-mi       | [ 9 ]                       |
| 2024    | Wonderful World                     | Han Yoo-ri        | [ 10 ]                      |

### Chuỗi web
| Năm  | Tiêu đề           | Vai trò        | Ghi chú | Tham khảo.    |
| ---- | ----------------- | -------------- | ------- | ------------- |
| 2022 | X of Crisis       | Wife's Mr. A   |         | [ 11 ] [ 12 ] |
| 2023 | Duty After School | Park Eun-young | Phần 1  | [ 13 ] [ 14 ] |
| 2023 | The Worst of Evil | Yoo Eui-jung   |         | [ 15 ]        |

### Chương trình tạp kỹ
| Năm  | Tiêu đề             | Mạng | Ghi chú                            |
| ---- | ------------------- | ---- | ---------------------------------- |
| 2017 | King of Mask Singer | MBC  | Contestant as "Hula Girl" (ep.119) |

## Nhà hát
| Năm       | Tiêu đề           | Vai diễn                |
| --------- | ----------------- | ----------------------- |
| 2012      | Thief's Diary     | Ma Hee-jin              |
| 2013–2014 | Thursday Romance  | Jung Yeon-ok (thời trẻ) |
| 2021      | The Perfect Other | Bianca                  |

## Giải thưởng
| Năm  | Lễ trao giải                                | Loại                                                                 | Đề cử cho           | Kết quả   |
| ---- | ------------------------------------------- | -------------------------------------------------------------------- | ------------------- | --------- |
| 2015 | Giải thưởng phim truyền hình KBS lần thứ 29 | Giải thưởng xuất sắc, Nữ diễn viên phim truyền hình hàng ngày        | Love on a Rooftop   | Đề cử     |
| 2016 | Giải thưởng phim truyền hình MBC lần thứ 35 | Giải diễn xuất vàng, Nữ diễn viên phim truyền hình ngắn tập          | Shopping King Louie | Đoạt giải |
| 2017 | Giải thưởng phim truyền hình MBC lần thứ 36 | Giải thưởng xuất sắc, nữ diễn viên phim truyền hình thứ hai-thứ ba   | Two Cops            | Đề cử     |
| 2018 | Giải thưởng phim truyền hình MBC lần thứ 37 | Giải thưởng xuất sắc, diễn viên phim truyền hình ngắn thứ Tư-thứ Năm | My Secret Terrius   | Đề cử     |